# ذخیره‌گاه زلاف
ذخیره‌گاه زلاف (عربی: زلاف) ذخیره‌گاهی محافظت‌شده در کشور لیبی است.